# (469420) 2001 XP254
(469420) 2001 XP254 est un objet transneptunien binaire en résonance 3:5 avec Neptune.

## Caractéristiques
Le diamètre de (469420) 2001 XP254 est estimé à 82 km, son satellite à 58 km ; les deux objets orbitent à 1 200 ± 100 km l'un de l'autre,. L'objet pourrait être qualifié de transneptunien double.